# Crepis dioscoridis
Crepis dioscoridis ist eine Pflanzenart aus der Gattung Pippau (Crepis) in der Familie der Korbblütler (Asteraceae).

## Merkmale
Crepis dioscoridis ist ein ein- bis zweijähriger Schaft-Therophyt, der Wuchshöhen von 10 bis 60 Zentimetern erreicht. Die Blätter weisen keine Drüsenhaare auf. Die Körbchen sind gestielt. Die Hülle ist 8 bis 12 Millimeter groß und behaart. Die äußeren Hüllblätter sind ein Drittel bis zwei Drittel so lang wie die inneren. Die Blüten sind 11 bis 18 Millimeter groß. Die Stiele der Körbchen sowie der Grund der Hüllblätter sind verdickt, wenn die Pflanze fruchtet. Die Früchte sind 3,5 bis 5,5 Millimeter groß. Sie besitzen keinen oder einen kurzen, verdickten Schnabel. Die äußeren Früchte sind in der Regel breit geflügelt, grünlich-gelb oder weißlich gefärbt und von den Hüllblättern eingeschlossen. Die inneren Früchte sind grünlich-gelb oder rötlich-braun gefärbt und weisen weiche oder dornige Rippen auf.
Die Blütezeit reicht von April bis Juni.
Die Chromosomenzahl beträgt 2n = 8.

## Vorkommen
Crepis dioscoridis kommt in Kroatien, Albanien, Griechenland, Kreta, im Bereich der Ägäis und in der Türkei vor. In Frankreich und in Italien ist sie ein Neophyt.
Die Art wächst in offenen Wäldern und Garigues. Auf Kreta ist sie in Höhenlagen von 80 bis 800 Meter zu finden.

## Belege
1. 1 2 3 4  Ralf Jahn, Peter Schönfelder: Exkursionsflora für Kreta. Mit Beiträgen von Alfred Mayer und Martin Scheuerer. Eugen Ulmer, Stuttgart (Hohenheim) 1995, ISBN 3-8001-3478-0, S. 342.
2. ↑   Tropicos.
3. 1 2  Werner Greuter (2006+): Compositae (pro parte majore). – In: W. Greuter & E. von Raab-Straube (Hrsg.): Compositae. Euro+Med Plantbase – the information resource for Euro-Mediterranean plant diversity. Datenblatt Crepis dioscoridis In: Euro+Med Plantbase – the information resource for Euro-Mediterranean plant diversity.